# Turn-Weltmeisterschaften 1930
Die 9. Turn-Weltmeisterschaften fanden vom 12. bis 14. Juli 1930 in der Stadt Luxemburg statt.

## Ergebnisse

### Mehrkampf
| Rang | Athlet          | Punkte  |
| ---- | --------------- | ------- |
| 1.   | Josip Primožič  | 152.450 |
| 2.   | Jan Gajdoš      | 150.550 |
| 3.   | Emanuel Löffler | 148.750 |

### Mannschaft
| Rang | Team             | Punkte  |
| ---- | ---------------- | ------- |
| 1.   | Tschechoslowakei | 896.300 |
| 2.   | Frankreich       | 871.750 |
| 3.   | Jugoslawien      | 849.750 |

### Boden
| Rang | Athlet          | Punkte |
| ---- | --------------- | ------ |
| 1.   | Josip Primožič  | 30.250 |
| 2.   | Emanuel Löffler | 30.150 |
| 3.   | Alfred Krauss   | 30.100 |

### Reck
| Rang | Athlet       | Punkte |
| ---- | ------------ | ------ |
| 1.   | István Pelle | 32.000 |
| 2.   | Miklós Péter | 31.700 |
| 3.   | Leon Štukelj | 31.550 |

### Barren
| Rang | Athlet         | Punkte |
| ---- | -------------- | ------ |
| 1.   | Josip Primožič | 31.150 |
| 2.   | Alfred Krauss  | 30.000 |
| 3.   | Ladislav Vácha | 29.900 |

### Pauschenpferd
| Rang | Athlet         | Punkte |
| ---- | -------------- | ------ |
| 1.   | Josip Primožič | 31.400 |
| 2.   | Petar Sumi     | 30.600 |
| 3.   | Jan Gajdoš     | 30.500 |

### Ringe
| Rang | Athlet          | Punkte |
| ---- | --------------- | ------ |
| 1.   | Emanuel Löffler | 32.000 |
| 2.   | Bedřich Šupčík  | 31.500 |
| 3.   | Jan Gajdoš      | 30.450 |

## Medaillenspiegel
| Rang | Land             |   |   |   | total |
| ---- | ---------------- | - | - | - | ----- |
| 1    | Jugoslawien      | 4 | 1 | 2 | 7     |
| 2    | Tschechoslowakei | 2 | 3 | 4 | 9     |
| 3    | Ungarn           | 1 | 1 | - | 2     |
| 4    | Frankreich       | - | 2 | 1 | 3     |